# Live in Leipzig
| Recensione   | Giudizio |
| ------------ | -------- |
| AllMusic     | [ 1 ]    |
| Sputnikmusic | [ 2 ]    |

Live in Leipzig è un album live della black metal band norvegese Mayhem. È stato registrato a Lipsia, il 26 novembre 1990 all'Eiskeller Club. L'album fu pubblicato solo nel luglio 1993, poco tempo prima dell'omicidio del chitarrista e fondatore della band, Euronymous.

## Origine
Prima della pubblicazione di questo album dal vivo simile a un bootleg per le sue vicissitudini produttive, i Mayhem avevano pubblicato solo l'EP Deathcrush. Solo un EP, che sebbene ancora risenta delle influenze thrash e death metal, diviene presto una pietra miliare del nascente movimento black. Dopo la pubblicazione di quest'ultimo, la band subisce vari cambi di formazione con l'avvicendamento del batterista Manheim con Hellhammer (ex inserviente di un manicomio), e del vocalist Maniac con il più cupo Per "Dead" Yngve Ohlin, dotato di una timbrica più bassa e morbosa e proveniente dai Morbid. Affascinato dalla strana personalità del cantante, Euronymous prende proprio da lui l'idea di adottare il corpse paint per tutti i membri del gruppo. Il primo "banco di prova" per Dead è un album dal vivo registrato il 26 novembre 1990 al club "Eiskeller" di Lipsia, in Germania.

## Descrizione
Le canzoni eseguite durante il concerto provengono dal demo Pure Fucking Armageddon, dall'EP Deathcrush (1987) e da De Mysteriis Dom Sathanas (non ancora inciso all'epoca). Varie e molteplici sono le imprecisioni di esecuzione, come l'assolo di chitarra di Euronymous in Freezing Moon completamente stonato, e la qualità audio molto approssimativa, ma in definitiva la performance della band è vigorosa e rispecchia come erano le esibizioni dei Mayhem dell'epoca.
Per molti anni è stato l'unico album ufficiale con Dead alla voce, e per questo ritenuto dagli appassionati di notevole importanza come documento storico. La ristampa del 2018 della Peaceville Records include un booklet di 16 pagine con note interne scritte da Svein Strømmen, Jon "Metalion" Kristiansen e Fenriz, e interviste a Hellhammer e Necrobutcher. Inoltre, sono incluse anche delle foto e alcune lettere di Euronymous.

## Copertina
La copertina dell'album è costituita da una fotografia del cantante Dead truccato con il corpse paint, che impugna un pugnale sacrificale. La copertina della ristampa in LP della Century Media Records del 2012, è costituita da una fotografia del cantante Dead truccato con il corpse paint e con un candelabro in mano che emerge minaccioso dall'oscurità.

## Tracce
1. Deathcrush – 4:37
2. Necrolust – 3:46
3. Funeral Fog – 6:31
4. The Freezing Moon – 7:05
5. Carnage – 4:06
6. Buried by Time and Dust – 5:29
7. Pagan Fears – 7:00
8. Chainsaw Gutsfuck – 5:07
9. Pure Fucking Armageddon – 3:10

Durata totale: 46:51

## Formazione
- Dead (Per Yngve Ohlin) - voce
- Euronymous (Øystein Aarseth) - chitarra
- Necrobutcher (Jørn Stubberud) - basso
- Hellhammer (Jan Axel Blomberg) - batteria